# Йоаким Кърчовски
Йоаким Кърчовски, също и Хаджи Яким, Даскал Яким, Яким Монах, е български възрожденски духовник, книжовник, просветен деец и учител, родоначалник на българската печатна книжнина.

## Биография
Сведенията за живота на Йоаким Кърчовски са оскъдни. Предполага се, че той е роден около средата на ΧVIII век в село Осломей, Кичевско, днешна Северна Македония. Ефрем Каранов приема, че родното му място е град Кичево (Кърчево), откъдето идва и прозвището му. Голяма част от сведенията за живота на този възрожденец се съдържат върху първите страници на неговите книги. Вероятно получава образование в Цариград и през 80-те години на XVIII в. започва да работи като свещеник (от 1787 година) и учител. През по-голямата част от живота си служи в Крива паланка и околните села. Дълги години е учител и свещеник в Кратово, манастира „Свети Йоан“ край град Дебър, в Кичевско, Щип, Самоковско, Мелник, Кюстендил. В Кратово отваря смесено училище за момчета и момичета. Около 1807 година остава вдовец и се замонашва. От заглавията на някои негови книги става ясно, че през 1814 година Йоаким Кърчовски става хаджия и даскал, през 1817 година се замонашва и през 1819 година e въведен в сан йеромонах. Заедно със синовете си той обикаля по селата (главно около Щип, Кюстендил и Самоков), за да проповядва и да просвещава народа.
Йоаким Кърчовски умира около 1820 година по време на едно от пътуванията си. Негови синове са Давид Кърчовски (? – 1844) и Георги Кърчовски, свещеник и проповедник в Северна Македония, който около 1820 година се установява в Кратово.

## Книжовна дейност
Дългогодишната просветителска дейност на Йоаким Кърчовски сред обикновения народ му дава възможност да се запознае отблизо с нуждите на българите от по-високо образование, което да се опира на говоримия български език и на по-модерни педагогически практики.
Така просветителската му дейност носи някои нови черти. Той „отваря вратите“ на училището си в Кратово освен за момчета и за момичета. Както е известно, образованието на жените е дело тепърва на Възраждането. В просветната си дейност даскал Яким търси все нови форми, стига до мисълта за печатната книга и последното десетилетие на живота си ознаменува с издаването на ред книги, които са сред първите новобългарски печатни книги след „Неделник“ на Софроний Врачански. Те са издадени в Буда и носят заглавията:
- „Слово исказаное заради умирание“ (1814) – представя поучение, проповядващо аскетически морал в християнско-религиозен дух, каквито поучения ни са познати добре от средновековната литература;[4]
- „Повест ради страшнаго и втораго пришествия Христова“ (1814) – съдържа поучение, посветено на т. нар. Страшен съд при проповядваното от християнската религия второ Христово пришествие; легендата за Страшния съд се среща често в средновековната литература като едно предупреждение на християнската религия, насочено за изпълнението на нейните повели и нейния морал;[4]
- „Сия книга глаголемаа митарства“ (1817) – разказва митарствата на Света Теодора по пътя за рая. Тези митарства са съставна част на добре познатото на старобългарската литература Житие на Василий Нови, чиято прислужница е била Света Теодора, и който се убеждава от нейния разказ в истинността на задгробния живот;[4]
- „Чудеса пресвятия Богородици“ (1817)
- „Различна поучителна наставления“ (1819)

Книгите на Кърчовски са широко разпространени из Македония, за което съдим от списъка на спомоществователите: Щип, Кратово, Струмица, Радовиш, Велес, Битоля, Скопие и други.
Религиозното съдържание на тези книги превръща Йоаким Кърчовски в продължител на съществуващата дотогава книжовна традиция на дамаскинарите, авторите на сборници със смесено съдържание, и на основоположника на българската печатна книга – Софроний Врачански. Това са сборници, които съдържат поучения, тълкувания на библейски текстове, нравоучителни разкази, често с апокрифен характер, като книгите на предшествениците му. Както със занимателното за съвременниците му съдържание, така и с достъпния за читателите език съчиненията на Яким Монах стават много популярни и имат широко разпространение през XIX век. Основното им достойнство е, че са написани на „простѣйшїи ꙗзыкъ Болгарскїй“, тоест на език, близък до говоримия език на българския народ от края на 18 в. и началото на 19 в.
В епохата, когато излизат книгите на Хаджи Йоаким, балканските народи формират своите нации, така че изразите „простейший язик болгарский“, „иждивением же православних христиан щипских и прочих градов болгарских“, не само търсят да спечелят вниманието на „простейшите“ и „некнижни“ читатели, за които църковнославянският език е трудно разбираем, но отразяват едно пробудено българско национално съзнание.
Големият принос на Йоаким Кърчовски за изграждането на българския книжовен език през XIX в. се определя преди всичко от опита му да разреши на практика редица книжовноезикови проблеми – за отношението към традицията, за отразяването на особености от различни български говори, за турцизмите и някои други. Така със съчиненията на този книжовник живата българска народна реч получава по-нататъшно утвърждаване във възрожденската ни книжовна практика. Езиковата практика на Йоаким Кърчовски е част от процеса на изграждане на български книжовен език през XVIII-XIX в.

## Памет
На Йоаким Кърчовски е наречена улица в София (Карта).